# John S. Service
John Stewart Service (3 de agosto de 1909 - 3 de febrero de 1999) fue un diplomático estadounidense que sirvió en el Servicio Exterior en China antes y durante la Segunda Guerra Mundial. Considerado uno de los " China Hands " del Departamento de Estado, fue un miembro importante de la Misión Dixie a Yan'an. Service predijo correctamente que los comunistas derrotarían a los nacionalistas en una guerra civil. A él y a otros diplomáticos se les culpó por la "pérdida" de China en la agitación política interna después del triunfo comunista de 1949 en China. En junio de 1945, Service fue arrestado en el asunto Amerasia de 1945. La fiscalía solicitó una acusación por espionaje, pero un gran jurado federal rechazó por unanimidad acusarlo.
In 1950 U.S. Senator Joseph McCarthy launched an attack against Service, which led to investigations of the reports that Service had written while he was stationed in China. Numerous loyalty boards cleared Service, but a final one suggested there was "reasonable doubt" as to his loyalty. That opinion forced Secretary of State Dean Acheson to fire Service. In 1957, the U.S. Supreme Court ordered his reinstatement in a unanimous decision and found that Acheson's action had been illegal because "it violated Regulations of the Department of State which were binding on the Secretary."
John Service nació el 3 de agosto de 1909, en la ciudad de Chengdu, en la provincia de Sichuan, China, hijo de Grace Josephine (Boggs) y Robert Roy Service, misioneros en Sichuan que trabajaban para la YMCA. Service pasó su infancia en la provincia de Sichuan.  A la edad de once años, Service ya dominaba el dialecto chino local y luego asistió a la Escuela Americana de Shanghai para cursar la secundaria. La familia Service se mudó a California, donde John se graduó de Berkeley High School en Berkeley, California, a la edad de quince años. Quienes lo conocieron dicen que siempre le llamaban “Jack” y que nunca usaba su segundo nombre.
En el otoño de 1927, Service ingresó en el Oberlin College. Se especializó en historia del arte y economía y fue capitán de los equipos de cross country y atletismo de la escuela. Después de graduarse, tomó y aprobó el examen de Servicio Exterior en 1933. En 1977, Oberlin le otorgó un título honorífico.

## Carrera en China
Al principio, Service fue asignado a un puesto de empleado en el consulado estadounidense en la capital de la provincia de Yunnan, Kunming. Dos años más tarde, Service fue ascendido a Oficial del Servicio Exterior y enviado a Beijing para estudiar idiomas. En 1938, fue asignado al Consulado General de Shanghai bajo el mando de Clarence E. Gauss. Cuando Gauss fue ascendido a embajador, fue nombrado Tercer Secretario de Servicio de la Embajada de Estados Unidos en Chungking. Con el paso del tiempo, Service fue ascendido a Segundo Secretario.
Durante los primeros años de guerra, Service escribió informes cada vez más críticos sobre el Kuomintang, dirigido por Chiang Kai-shek. Service caracterizó al gobierno nacionalista como "fascista", "antidemocrático" y "feudal".  Sus informes llamaron la atención de John P. Davies, un oficial del Servicio Exterior que trabajaba como agregado diplomático del general Joseph Stilwell. En el verano de 1943, Davies dispuso que Service y otros dos le fueran asignados como asistentes.

### Misión Dixie y Yan'an

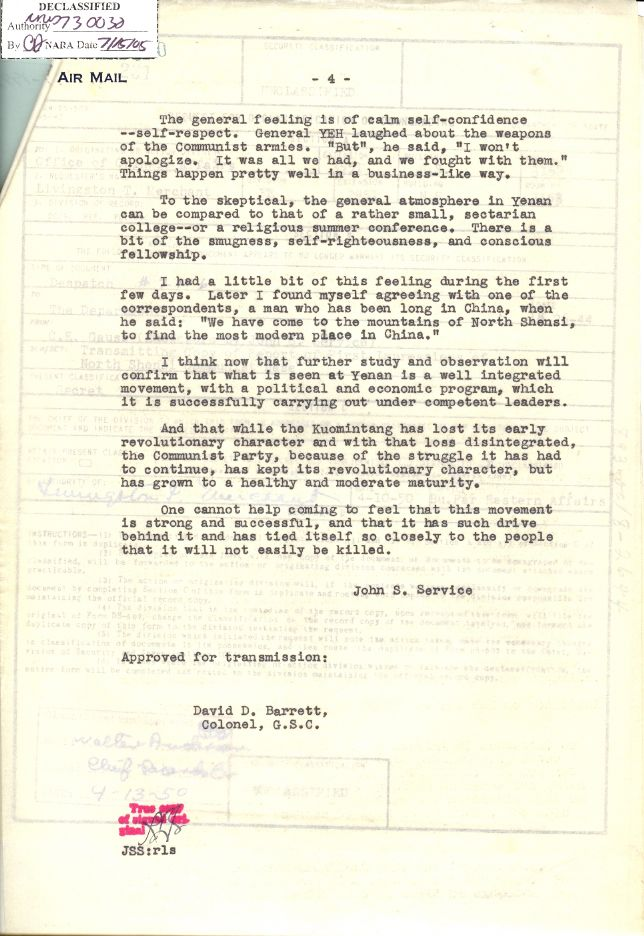
Última página del primer informe del servicio desde Yan'an. Página uno, dos y tres aquí.

Dado que la invasión de Japón se iba a lanzar desde China, hubo un gran interés en conseguir el apoyo de todas las facciones chinas. El Grupo de Observación del Ejército de Estados Unidos, también conocido como Misión Dixie, se formó para recorrer la sede del Partido Comunista Chino en Yan'an y establecer contacto con los comunistas como potencia en el norte de China. Davies seleccionó a Service para representar al Departamento de Estado, el primero en visitar la sede comunista.
El servicio llegó a Yan'an el 22 de julio de 1944. Allí el Servicio se reunió y entrevistó a importantes líderes comunistas como Mao Zedong y Zhou Enlai. Service escribió una serie de informes durante los siguientes cuatro meses en los que elogiaba a Mao y al Partido Comunista Chino, y describía a sus líderes como "progresistas" y "democráticos".  Escribió: "Los comunistas están en China para quedarse y el destino de China no es el de Chiang, sino el de ellos".  Continuó escribiendo que los nacionalistas bajo el mando de Chiang eran corruptos e incompetentes. Service y otros oficiales políticos estadounidenses abogaron por una política de relaciones con los comunistas y los nacionalistas. Creían que una guerra civil era inevitable y que los comunistas triunfarían. Si Estados Unidos apoyaba al PCCh en una coalición con los nacionalistas, consideraba que podría sacar a los comunistas de la órbita soviética a la que podrían verse empujados si se les opusiera.
El nuevo embajador de Estados Unidos en China, Patrick Hurley, también intentó lograr la unidad entre comunistas y nacionalistas. Hurley aceptó inicialmente un plan de cinco puntos que habría llevado a ambos a un acuerdo de reparto del poder. Chiang rechazó este plan y contraatacó con un plan de tres puntos que dejaría a los comunistas sin poder real en un gobierno dirigido por él y sus partidarios. Hurley llegó a apoyar exclusivamente la opinión de Chiang y rechazó las recomendaciones de Service y de otros funcionarios del Servicio Exterior de aceptar el creciente poder de los comunistas y adaptarse a él. Hurley hizo que Service y el resto de los oficiales políticos fueran retirados de China y los culpó por los fracasos diplomáticos de Estados Unidos en China. 

## Carrera posterior
Service regresó a Washington en 1945 y pronto fue arrestado como sospechoso en el Caso Amerasia. Se le acusó de pasar material estadounidense confidencial de su estancia en China a los editores de la revista Amerasia. Sin embargo, un gran jurado se negó a acusar a Service y encontró que los materiales no eran sensibles y eran del tipo que comúnmente se divulga a los periodistas. Cinco años después, fue despedido del Departamento de Estado después de que Joseph McCarthy lo acusara de ser comunista. El servicio impugnó el despido ante los tribunales. Finalmente, la Corte Suprema de Estados Unidos falló a su favor y fue reinstalado en el Departamento de Estado. Entre su éxito legal inicial en el asunto de Amerasia en 1945 y su despido en 1950, Service tuvo tres misiones en el extranjero. Fue destinado brevemente al personal de Douglas MacArthur en Tokio. Sirvió en Nueva Zelanda desde octubre de 1946 hasta principios de 1949. Finalmente fue destinado a la India, pero nunca llegó al puesto con su familia. En marzo de 1950, se le ordenó abandonar su barco atracado en Yokohama y regresar a Washington D. C., donde respondería a los cargos formulados contra él.
La vigilancia del FBI registró que Service se reunió con el editor de Amerasia, Philip Jaffe, el 19 de abril de 1945 en el Hotel Statler: "Service, según la vigilancia del micrófono, aparentemente le dio a Jaffe un documento que trataba asuntos que los chinos habían proporcionado al gobierno de los Estados Unidos de manera confidencial".  En China, Service se había ganado la reputación de reunirse con comunistas, periodistas y cualquiera que pudiera proporcionar información para su deber. El ex embajador en China, Clarence Gauss, testificó más tarde durante la era McCarthy:
Service tuvo numerosas reuniones con Jaffe. Adrian Fisher, que era el principal funcionario jurídico del Departamento de Estado, comentó más tarde: "Era como una escena de El cielo es mi destino. Jack Service entró en un burdel pensando que todavía era un internado para niñas". 
Finalmente, los investigadores del FBI irrumpieron en las oficinas de Amerasia y encontraron cientos de documentos gubernamentales, muchos de ellos etiquetados como "secretos", "alto secreto" o "confidenciales". Service fue arrestado como sospechoso. El director del FBI, J. Edgar Hoover, escribió que creía que tenía un "caso sólido" contra Service. Sin embargo, cuando el Departamento de Justicia presentó sus pruebas a un gran jurado federal, decidieron acusar a Jaffe pero, por una votación de 20 a 0, se negaron a acusar a Service.
El servicio estuvo sujeto a audiencias de lealtad y seguridad todos los años desde 1946 hasta 1951, con excepción de 1948. En cada audiencia, fue absuelto de deslealtad y otras faltas.  Charles Yost fue uno de los funcionarios y amigos del Departamento de Estado que testificaron en nombre de Service.
Cinco años después de Amerasia, el 14 de marzo, el senador Joseph McCarthy acusó a Service de ser un simpatizante comunista en el Departamento de Estado. El Subcomité de Relaciones Exteriores del Senado para la Investigación de la Lealtad de los Empleados del Departamento de Estado, también conocido como el Comité Tydings, absolvió al servicio de los cargos. Sin embargo, una junta de revisión final encontró "dudas razonables" en cuanto a la lealtad de Service, y el Secretario de Estado Dean Acheson ordenó su despido. Durante el caos del " pánico rojo " de comienzos de los años 1950, John P. Davies y otros diplomáticos fueron culpados por la caída de China ante los comunistas y fueron obligados a abandonar el Departamento de Estado.
A partir de 1952, Service apeló su despido del Departamento de Estado. El servicio fue finalmente contratado por Sarco International, una empresa de trampas de vapor. En 1955, Clement Wells, el propietario que había contratado a Service, lo nombró presidente de la empresa. Mientras tanto, el caso de Service finalmente llegó a la Corte Suprema, que falló a su favor por unanimidad.  El Tribunal sostuvo que el despido de Service había violado los procedimientos del Departamento de Estado porque su Junta de Seguridad de Lealtad no encontró evidencia de que Service fuera desleal o representara un riesgo para la seguridad. 
En The Amerasia Spy Case: Prelude to McCarthyism (El caso del espionaje en Amerasia: preludio al macartismo), los autores Harvey Klehr y Ronald Radosh afirman: "Las dudas que aún persistían sobre la verdadera posición de Service se disipan con las pruebas de la vigilancia del FBI. Si hubiera sido un comunista secreto, y mucho menos un espía, probablemente habrían aparecido pruebas más sólidas en las transcripciones".
Jonathan Mirsky, en su reseña en el Wall Street Journal de la biografía de Service escrita en 2009 por Lynne Joiner, afirma: "En dos entrevistas telefónicas que me hizo poco antes de morir hace una década, Service admitió que en los años 40 le había dado a Jaffe un documento de alto secreto que revelaba el Orden de Batalla Nacionalista, que mostraba la disposición exacta de las fuerzas que se enfrentaban a las tropas de Mao". Mirsky le observó a Service que algunas personas podrían considerar eso como traición, y Service respondió que lo sabía. Service también declaró: "Quiero sacarme esto del pecho" y "fui crédulo, confiado y tonto". Service también dijo que había ignorado deliberadamente las persecuciones y ejecuciones de Mao a sus supuestos enemigos en el período de Yan'an. Él dio su razón. "Quería que ganaran. Pensaba que eran mejores que los nacionalistas y que si siempre nos opusiéramos a ellos no tendríamos acceso al próximo gobierno chino".
Lynne Joiner, la biógrafa, respondió a estas acusaciones en una carta al editor: "Realicé entrevistas exhaustivas con Service durante el último año de su vida y él nunca me mencionó esto a mí ni a otras personas que lo conocían bien". Joiner agregó: "Service nunca pudo ver las pruebas que se usaron en su contra durante su vida, y así continúa una década después de su muerte".

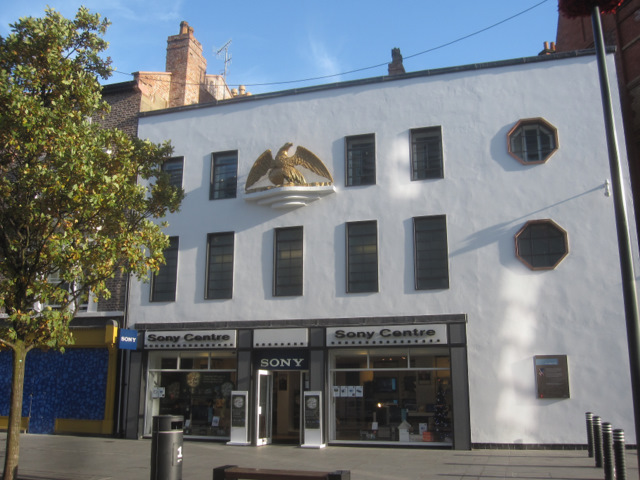
Consulado de los Estados Unidos en Liverpool, uno de los últimos puestos del Servicio.

Regresó al servicio activo en el Departamento de Estado en 1957. En primer lugar, fue asignado a su división de transporte. En 1959, después de una nueva audiencia interna, se le concedió una autorización de seguridad. El subsecretario de Estado para la Administración, Loy Henderson, aprobó la autorización, pero señaló que "la acción de Service en el caso Amerasia fue reprensible y ha traído un grave descrédito al Servicio Exterior...". La aprobación calificada de Henderson permitió a Service continuar su carrera, pero le impidió ser promovido nuevamente. Para evitar una pelea en el Senado por la confirmación de Service, el Departamento de Estado decidió asignar a Service la dirección del consulado en Liverpool "pero sin el título asociado ni el grado salarial". 
Aunque Service continuó recibiendo excelentes evaluaciones de desempeño en todos los puestos que ocupó, el Departamento de Estado se negó a promoverlo. Se jubiló en 1962 y realizó una maestría en ciencias políticas en la Universidad de California, Berkeley. Después de obtener su título, Service trabajó como curador de la biblioteca del Centro de Estudios Chinos de la escuela hasta la década de 1970, y luego se desempeñó como editor de las publicaciones del centro.
En 1971, antes de la visita del presidente Richard Nixon a China, Service fue uno de los pocos estadounidenses invitados a regresar al país, cuando las relaciones con Estados Unidos se normalizaron. Se reunió nuevamente con Zhou Enlai durante su visita, y él y su esposa, Caroline, aparecieron en la portada de la revista Parade .

## Muerte
El 3 de febrero de 1999, John Stewart Service murió en Oakland, California.

## Legado
Los dos temas principales de los informes de Service fueron que los nacionalistas eran incompetentes y probablemente perderían en una lucha de poder con los comunistas, y los comunistas parecían ser sucesores dignos con los que Estados Unidos debería tratar de establecer relaciones. Antes del estallido de la guerra civil china en 1946, Service había predicho que los comunistas prevalecerían debido a su capacidad para erradicar la corrupción, ganar apoyo popular y organizar organizaciones de base.  Los escenarios que Service imaginó en sus informes desde la Misión Dixie sobre la futura gestión de China por parte de los comunistas eran color de rosa o incompletos. La implementación de los planes económicos de Mao fue dura y antidemocrática. Service esperaba que los comunistas adoptaran reformas democráticas y de libre mercado si se les empujaba en la dirección correcta con el apoyo de Estados Unidos. Más tarde, Service escribió que creía que una relación estadounidense con los comunistas podría haber evitado la guerra de Corea y la guerra de Vietnam o haber disminuido su gravedad.
En 1973, la historiadora Barbara Tuchman rindió homenaje a la carrera de Jack Service en una charla ante la Asociación de Servicio Exterior que luego se publicó en el Boletín del Servicio Exterior. Tuchman pronosticó que el "veredicto inflexible de la historia" sería que si los responsables políticos estadounidenses hubieran prestado atención al consejo de Service en los años 1940, tanto Asia como los Estados Unidos podrían haberse ahorrado "un daño inconmensurable y, hasta cierto punto, irreparable". 
La historia de la Misión Dixie fue la base de una novela de la Segunda Guerra Mundial, Two Sons of China (Bondfire Book, 2013) de Andrew Lam, en la que Service es una figura destacada.